# 合马镇
合马镇，是中华人民共和国贵州省遵义市仁怀市下辖的一个乡镇级行政单位。

## 行政区划
合马镇下辖以下地区：
合马社区、沙坪村、新坪村、联合村、水田村和硐上村。